# Internazionali Femminili di Palermo 2003
Internazionali Femminili di Palermo 2003 — жіночий тенісний турнір, що проходив на відкритих кортах з ґрунтовим покриттям у Палермо (Італія). Належав до турнірів 5-ї категорії в рамках Туру WTA 2003. Це був 16-й за ліком Internazionali Femminili di Tennis di Palermo. Тривав з 7 до 13 липня 2003 року. Дев'ята сіяна Дінара Сафіна здобула титул в одиночному розряді й отримала 16 тис. доларів США.

## Фінальна частина

### Одиночний розряд
Дінара Сафіна —  Катарина Среботнік, 6–3, 6–4
- Для Сафіної це був 1-й титул в одиночному розряді за сезон і 2-й — за кар'єру.

### Парний розряд
Адріана Серра-Дзанетті /  Emily Stellato —  Марія Хосе Мартінес Санчес /  Аранча Парра Сантонха, 6–4, 6–2